# منشأة الكرام
منشأة الكرام إحدى قرى مركز شبين القناطر التابع لمحافظة القليوبية بجمهورية مصر العربية.

## التاريخ
ذكرها علي مبارك في كتابه الخطط التوفيقية باسم "زفيتة مشتول"، حيث ذكر أنها من قرى مديرية القليوبية بقسم قليوب، وأن فيها عدد من السواقي ونخل قليل. كما ذكر أن علي باشا الجزايرلي أحد ولاة مصر في الفترة بين انتهاء الحملة الفرنسية على مصر وتولي محمد علي باشا حكم مصر، قد قتل في كمين أُعد له في القرية.

## السكان
بلغ عدد سكان منشأة الكرام 14,817 نسمة، حسب الإحصاء الرسمي لعام 2006.